# Taron (Armenia storica)

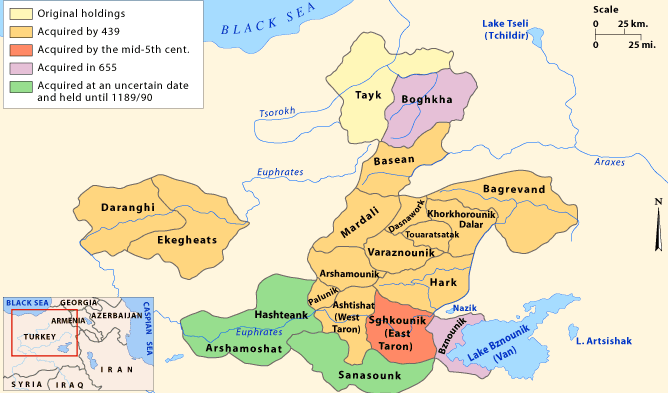
L'espansione sotto la casata dei Mamikonian.

Taron (in armeno Տարոն?) era un cantone della provincia di Duruperan dell'Armenia Superiore, adesso situata nell'attuale territorio turco di Muş. Venne diviso in quattro distretti: Mamikonian, Palauni, (Belabitene), Artokh (Ardjish o Artzike, a ovest del lago di Van.

## Storia
La storia di Taron, è un romanzo "storico" relativamente breve diviso in cinque parti, che pretende di descrivere eventi significativi accaduti nel distretto durante le guerre iranico-bizantine quando lo scià dell'Iran era Cosroe II (590-628). Durante il regno di Cosroe, Taron veniva invasa frequentemente dagli iranici. La storia descrive le azioni di cinque generazioni mamikoniane (casa principesca di Taron), impegnate nel difendere e vendicare il distretto. Ogni sezione o ciclo della storia viene dedicato alle imprese di uno dei difensori: Mushegh, Vahan, Smbat, suo figlio Vahan Kamsarakan, e il suo ultimo figlio Tiran. Gli eroi sono a volte sovrumanamente audaci o in malafede, saggi o astuti, umili o arroganti, umani o brutalmente spietati a seconda della situazione. Soprattutto, essi sono guerrieri sacri di San Karapet (Giovanni Battista, loro santo patrono), e premurosamente difendono il monastero di Glak (anche noto come Monastero di Surb Karapet) come pure tutte le chiese e i cristiani del distretto. Molta della narrazione descrive battaglie combattute e una tattica astuta utilizzata dai taroniti per sconfiggere gli invasori iranici.
Alla morte di Chmouel Mamikonian, ucciso nella battaglia del Bagrevand (15 aprile 775), suo nipote Ashot s'impossessa della regione di Taron. 
Da lui nasce la stirpe dei principi bagratidi di Taron:
- 775-826: Ashot I († 806), Curopalate, principe dei principi d'Armenia (Ashot IV) nell'806;
- 826-851: Bagrat I († dopo l'851), figlio del precedente, principe dei principi d'Armenia (Bagrat II) nell'830;
- 858-878: Ashot II (v. 835 † 878), figlio del precedente;
- 878-895: Davit' (v. 840 † 895), fratello del precedente;
- 895-897: Gourgen († 897), figlio di Achot II;
- 897-939: Grigor I († 939) Magistros, cugino del precedente, figlio di Tornik, nipote di Bagrat I;
- 939-966: Bagrat II e Ashot III († 966);
- 966-967: Bagrat III († ap. 987) e Grigor II († 995), figli di Achot III.

Nel 967, i due fratelli cedono la regione di Taron a Bisanzio, in cambio di domini e cariche bizantine. I loro discendenti prenderanno il nome di taroniti.

### Storia successiva
Durante la metà dell'XI secolo Taron fu un thema dell'impero bizantino. Il suo governatore era Teodoro Aaronios.